# 2011 JX31
2011 JX31, também escrito como 2011 JX31, é um objeto transnetuniano que está localizado no Cinturão de Kuiper, uma região do Sistema Solar. Este corpo celeste é classificado como um cubewano. Ele possui uma magnitude absoluta de 8,2 e tem um diâmetro estimado com cerca de 101 km.

## Descoberta
2011 JX31 foi descoberto no dia 5 de maio de 2011 pelo New Horizons KBO Search.

## Órbita
A órbita de 2011 JX31 tem uma excentricidade de 0,111 e possui um semieixo maior de 44,869 UA. O seu periélio leva o mesmo a uma distância de 39,882 UA em relação ao Sol e seu afélio a 49,856 UA.